# Louis Sullivan
Louis Henry Sullivan (Boston, 3 de septiembre de 1856-Chicago, 14 de abril de 1924) fue un arquitecto y teórico estadounidense de la Escuela de Chicago (1870-1893). Con Dankmar Adler fundó el estudio de arquitectura Adler & Sullivan, que comenzó una corriente que sería la base de la arquitectura moderna. En su Auditorium Building, de Chicago, tenía su estudio y allí se comenzó a gestar la talentosa carrera del reconocido arquitecto Frank Lloyd Wright.

## Biografía
Nacido en Boston en 1856, era hijo de padre irlandés y de madre suiza, pero de origen francés, emigrados a Estados Unidos. Sullivan pasó su juventud con los abuelos en la campiña de Boston. Estudió en el Instituto Tecnológico de Massachusetts, en Cambridge; asistió al estudio de Frank Furness Hewitt en Filadelfia, y fue alumno en Chicago del ingeniero William Le Baron Jenney.
Entre 1874 y 1876 vivió en París, donde asistió a la École des Beaux Arts, a los cursos de Joseph Auguste Émile Vaudremer, seguidor de Viollet-le-Duc; durante su estancia en Europa visitó también otros países.  De regreso a Estados Unidos, llevó consigo el rechazo por el academicismo convencionalista arquitectónico imperante por aquel entonces en Europa, pero también el entusiasmo y la admiración por el riguroso método racionalista de concepción de proyectos y composición introducido por la Escuela francesa.
Se estableció en Chicago, donde se estaba llevando a cabo la reconstrucción de la ciudad destruida por el gran incendio de 1871, y se empleó en el estudio del ingeniero Fredrik Baumann, ocupándose sobre todo de problemas estructurales relativos a las grandes obras, como puentes y viaductos. En 1879 entró a formar parte del gabinete de proyectos de Dankmar Adler, del cual se convertiría en socio en 1881, iniciando una colaboración que durara hasta 1895.
Las ambiciones de Sullivan se plasman en sus primeras obras, tales como Rotschild Building de 1881, con una decoración desmesurada a base de fundición y piedra esculpida. En 1886 la firma Adler & Sullivan recibe el encargo de construir en el Wabash Avenue un complejo que contuviese un auditórium, diversas salas para reuniones, un hotel y locales para oficinas; entre los primeros proyectos esbozados por Sullivan y el definitivo hay una gran diferencia, debida probablemente a la influencia del Marshall, Fueld & Co. Warehouse, inaugurado en 1887.
A partir de 1890, Sullivan estudia en la aplicación a los rascacielos estos principios de composición: su primer intento, como atestigua Wright, en la obra Wainwright Building de San Luis (1890-1891). La característica constitucional de un rascacielos radica en la existencia de muchos pisos iguales. De hecho, prescindiendo de uno o dos pisos inferiores y el último, los pisos intermedios son tantos que no se pueden diferenciar volumétricamente sin incurrir en graves contradicciones estructurales, pero la posibilidad de dominarlo arquitectónicamente con los medios mencionados depende, precisamente, de la superación de ritmo repetitivo; Sullivan piensa, en consecuencia, tratar toda la zona intermedia con un elemento unitario y, con ello, subrayar las divisiones verticales para contraponerlas a la zona del basamento y del ático, que son horizontales. Nace así el verticalismo, característico de los rascacielos de Sullivan. En 1896 Sullivan hace una exposición teórica de este modo de proyectar en vertical. Su máxima «la forma se subordina a la función» sintetiza su adhesión a los principios de la arquitectura moderna.

## Escuela de Chicago

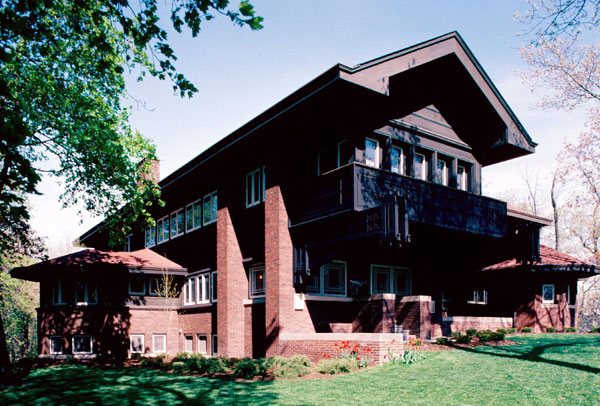
Casa de Harold C. Bradley (1909), Madison, Wisconsin, con Dankmar Adler.

La escuela de Chicago surge después del incendio de 1871 que arrasa la ciudad. Chicago era una ciudad floreciente en la que la especulación hacía elevar los precios de los terrenos enormemente. Se podría decir entonces que los edificios comerciales en altura surgieron a raíz de la presión de los precios por área del suelo. 
Pero un edificio de oficinas no podía superar la altura impuesta por las escaleras sin un medio de transporte vertical. Esta presión actuó sobre el cerebro de los ingenieros mecánicos, que con su imaginación dieron vida al concepto del ascensor.  Sin embargo los materiales que se utilizaban para la construcción de los edificios hizo que apareciera un nuevo tope para la altura. Los muros cada vez más gruesos ocupaban en la planta baja y en los pisos, un espacio de precio cada vez más alto.
Así que la idea de que una estructura de acero con protección contra incendios permitió a los especuladores de los solares edificar hasta la altura óptima: "el ascensor duplicó la altura de los edificios y la estructura de acero la duplicó de nuevo".
Sullivan criticó a sus contemporáneos, y empezó a distinguirse y a crear una arquitectura personal, como alternativa a la corriente, ilustrando sus intenciones no solo en las obras que construye, sino también en sus escritos teóricos; por ello Sullivan es posicionado desde otra perspectiva histórica, junto a H.H. Richardson y Frank Lloyd Wright, es decir, junto a los artistas de vanguardia, en polémica con las tendencias dominantes de su tiempo y de su entorno, que miran hacia Europa y debate que allí tiene lugar, pero aspiran a distinguirse de los europeos y crear un arte netamente americano.
Ya en esta época se le considera como un exponente destacado de la Escuela de Chicago, es decir, del que sería uno de los más importantes movimientos protorracionalistas de la arquitectura moderna, junto con John Root, D. H. Burnham, Martin Roche, además del precursor Le Baron Jenney. Tuvo como alumno a Frank Lloyd Wright, que por aquel entonces contaba con 19 años y había entrado en 1887 en el estudio de Adler como diseñador, después de haber abandonado los estudios de Ingeniería civil iniciados en la Universidad de Madison y de haber trabajado con el convencional arquitecto J. C. Silsbee en Chicago. Lloyd Wright durante toda su vida tuvo en alta estima y respeto a Sullivan a quien consideraba su mentor.
Wright permaneció junto a su maestro durante todo el período de la intensa e importante actividad arquitectónica del estudio Adler, hasta 1894, el año siguiente a la Gran Exposición Colombina de Chicago que, marcando la restauración y el triunfo del neoacademicismo y neoclasicismo arquitectónicos, representó la derrota oficial del funcionalismo de la Escuela de Chicago y, consecuentemente, la crisis profesional del estudio de Adler.
En 1895, Sullivan se separó de su socio y, habiéndose dado a la bebida, pasó sus últimos veinticinco años olvidado casi por completo en un pequeño hotel de Chicago, donde Wright y algún otro amigo iban a visitarlo para discutir sobre temas de arquitectura. En este período, aparte de una serie de pequeñas pero encantadoras construcciones, la actividad de Sullivan se centró en la reflexión teórica sobre la propia experimentación arquitectónica. Aun así, en 1904 finalizó los almacenes Carson Pirie Scott, la que se considera su obra más perfecta.
Sullivan falleció en Chicago en 1924.

## Selección de proyectos importantes
Edificios entre 1887–1895 de Adler & Sullivan:
- Martin Ryerson Tomb, Graceland Cemetery, Chicago (1887)
- Auditorium Building, Chicago (1889)
- Carrie Eliza Getty Tomb, Graceland Cemetery, Chicago (1890)
- Wainwright Building, St. Louis (1890)

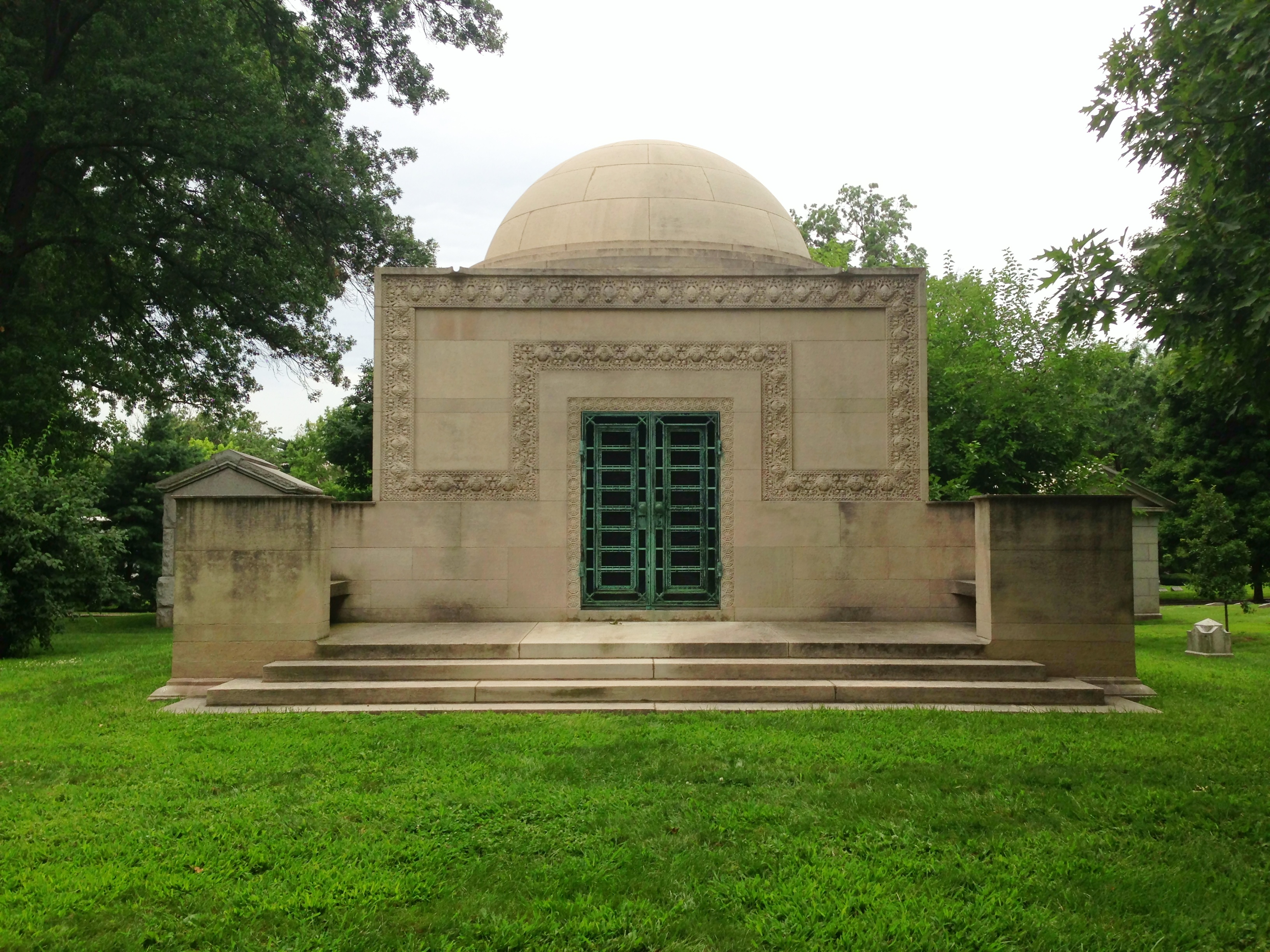
Wainwright Tomb, St. Louis

- Charlotte Dickson Wainwright Tomb, Bellefontaine Cemetery, St. Louis (1892), listada en el National Register of Historic Places (a la derecha),[4][5][6] se considera un triunfo arquitectural mayor americano,[7] un modelo de arquitectura eclesiástica,[8] una "obra maestra",[9] y se la ha llamado  "el Taj Mahal de St. Louis." El nombre de la familia  no aparece en ninguna parte de la tumba[10]
- Union Trust Building (now 705 Olive), St. Louis (1893; street-level ornament heavily altered in 1924)
- Guaranty Building (formerly Prudential Building), Buffalo (1894)

Edificios de 1887–1922 de Louis Sullivan:
(total entre encargos y proyectos 256)
- Springer Block (posteriormente Bay State Building and Burnham Building) and Kranz Buildings, Chicago (1885–1887)
- Selz, Schwab & Company Factory, Chicago (1886–1887)
- Hebrew Manual Training School, Chicago (1889–1890)
- James H. Walker Warehouse & Company Store, Chicago (1886–1889)
- Warehouse for E. W. Blatchford, Chicago (1889)
- James Charnley House (también conocido como el Charnley–Persky House Museum Foundation y la sede nacional de la Society of Architectural Historians), Chicago (1891–1892)
- Residencia de Albert Sullivan, Chicago (1891–1892)
- McVicker's Theater, segundo remodelado, Chicago (1890–1891)
- Bayard Building, (en la actualidad Bayard-Condict Building), 65–69 Bleecker Street, New York City (1898). El único edificio de Sullivan en New York, con un muro cortina acristalado que muestra la estrcutura de acero detrás.
- Commercial Loft of Gage Brothers & Company, Chicago (1898–1900)
- Holy Trinity Russian Orthodox Cathedral and Rectory, Chicago (1900–1903)
- Carson Pirie Scott store, (originally known as the Schlesinger & Mayer Store, now known as "Sullivan Center") Chicago (1899–1904)
- Virginia Hall of Tusculum College, Greeneville, Tennessee (1901)[11]
- Van Allen Building, Clinton, Iowa (1914)
- St. Paul United Methodist Church, Cedar Rapids, Iowa (1910)
- Krause Music Store, Chicago (final commission 1922; front façade only)

### Bancos

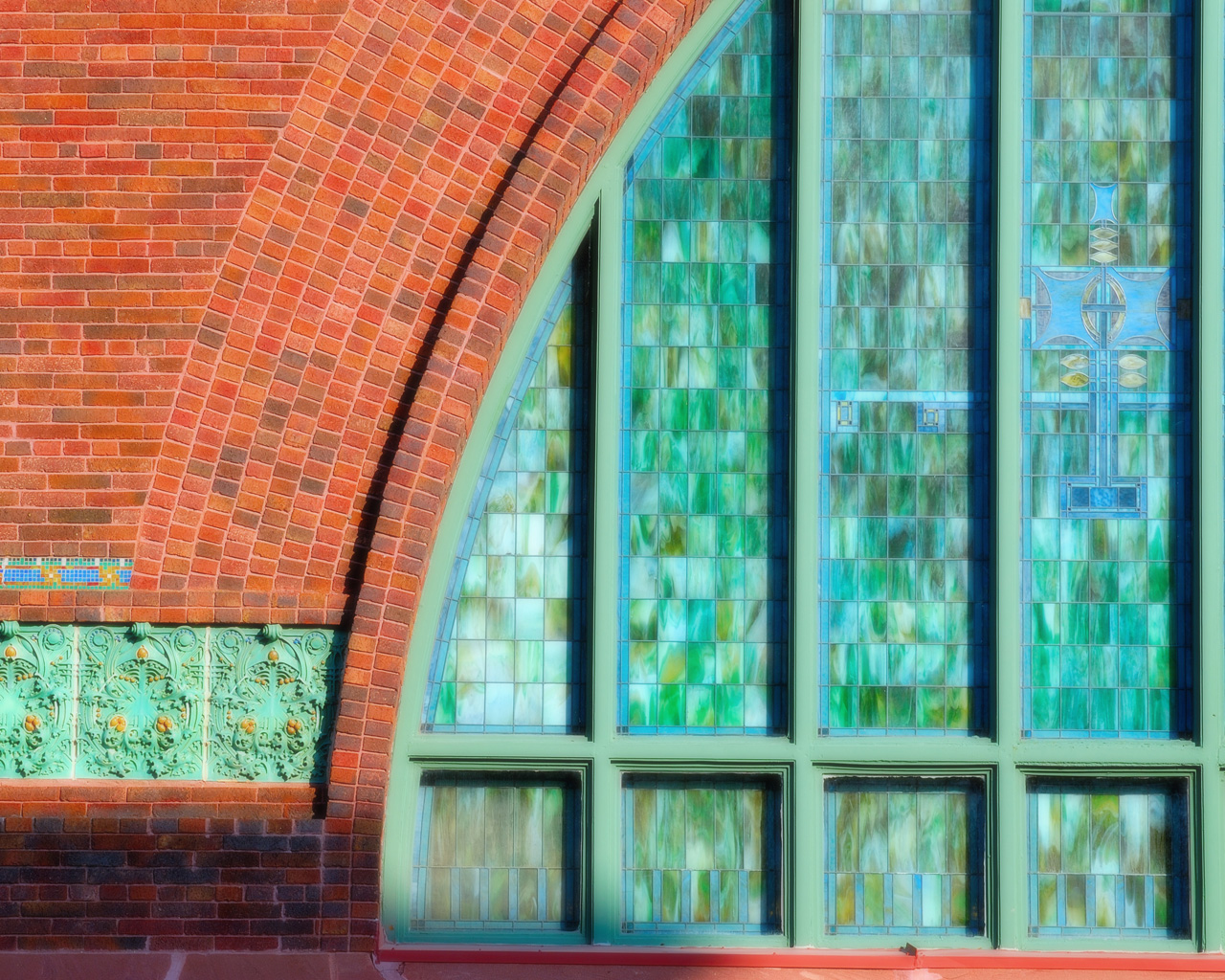
una parte de la elevación occidental del National Farmer's Bank of Owatonna, Owatonna, Minnesota (1908)

- National Farmer's Bank, Owatonna, Minnesota (1908)
- Peoples Savings Bank, Cedar Rapids, Iowa (1912)
- Henry Adams Building, Algona, Iowa (1913)
- Merchants' National Bank, Grinnell, Iowa (1914)
- Home Building Association Company, Newark, Ohio (1914)
- Purdue State Bank, West Lafayette, Indiana (1914)
- People's Federal Savings and Loan Association, Sidney, Ohio (1918)
- Farmers and Merchants Bank, Columbus, Wisconsin (1919)
- First National Bank, Manistique, Míchigan (1919–1920), a remodeling of an existing bank building[12]

### Edificios perdidos
- Grand Opera House, Chicago, 1880, demolido en 1927
- Washington Elementary School, Marengo, Illinois, Adler & Sullivan,  demolido en 1993
- Pueblo Opera House, Pueblo, Colorado, 1890, destruido por incendio en 1922
- New Orleans Union Station, 1892, demolida en 1954
- Dooly Block, Salt Lake City, Utah, 1891, demolido en 1965

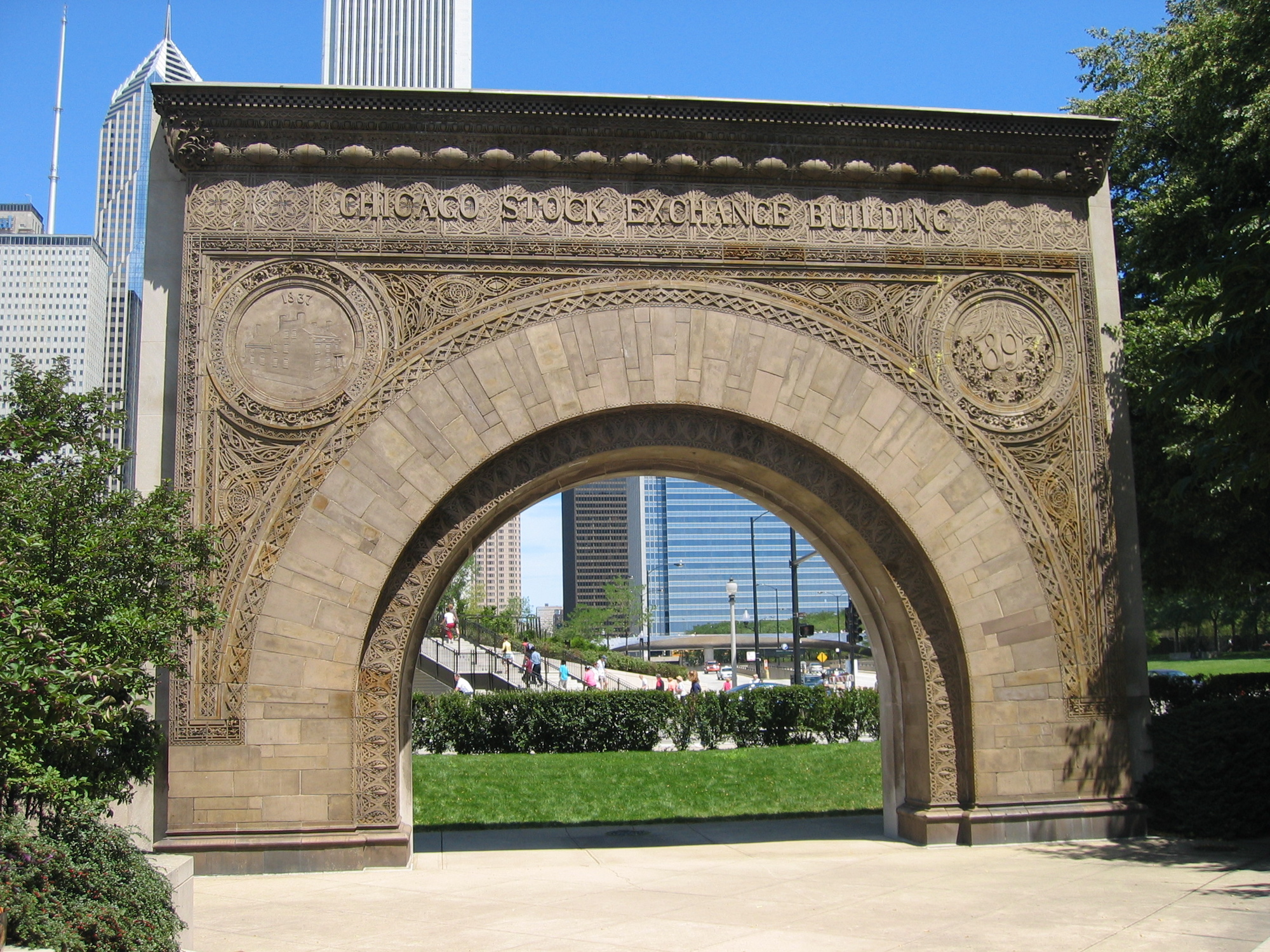
Entrada del edificio de 1893 de la Bolsa de Chicago (Chicago Stock Exchange), salvado y reisntalado en The Art Institute of Chicago

- Chicago Stock Exchange Building, Adler & Sullivan, 1893, demolido en 1972
- Zion Temple, Chicago, 1884, demolido en 1954
- Troescher Building, Chicago, 1884, demolido en 1978
- Transportation Building, World's Columbian Exposition, Chicago, Adler & Sullivan, 1893–94,  un edificio de exposición erigido para durar un año
- Louis Sullivan and Charnley Cottages, Ocean Springs, Misisipi, destruido en el  Huracán Katrina; Frank Lloyd Wright also claimed credit for the design
- Schiller Building (later Garrick Theater), Chicago, Adler & Sullivan, 1891, demolido en 1961[13]
- Third McVickers Theater, Chicago, Adler & Sullivan, 1883? demolido en 1922
- Thirty-Ninth Street Passenger Station, Chicago, Adler & Sullivan, 1886, demolido en 1934
- Standard Club, Chicago, Adler & Sullivan, 1887–88, demolido en 1931
- Hotel San Nicolás, San Luis, demolido en 1873
- Pilgrim Baptist Church, Chicago, Adler & Sullivan, 1891, destruida por incendio el 6 de enero de 2006
- Wirt Dexter Building, Chicago, Adler & Sullivan, 1887, destruido por incendio el 6 de octubre de 2006
- George Harvey House, Chicago, Adler & Sullivan, 1888 destruida por incendio el 4 de noviembre de 2006

## Libros
Entre 1901 y 1902 publicó, en el Journal of the American Association of Architects, los Kindergarten Chats, diálogos en los cuales dos personajes ideales e imaginarios -el maestro y un alumno- discuten acerca de las teorías arquitectónicas de Sullivan. En 1922-1923 publicó, por entregas en el mismo periódico, la primera redacción de su obra teórica de mayor alcance, La autobiografía de una idea ("The Autobiography of an Idea"), en la cual, de forma autobiográfica, Sullivan trazaba el desarrollo de su propia búsqueda, ligada ideal y simbólicamente a la tradición pionera y a las aspiraciones democráticas de la nueva sociedad americana.
La segunda y definitiva redacción de la obra en un volumen único fue publicada en 1924, el mismo año en que vio la luz en Washington el último trabajo de Sullivan, ilustrado con una espléndida serie de diecinueve dibujos, Un sistema de ornamento arquitectónico ("A System of Architecture Ornament according with a Philosophy of a Man's Power").
Un espíritu de profunda unidad caracteriza las teorías de Sullivan, en las cuales la estructura, la composición y la decoración parten de una misma idea funcionalista, casi de naturaleza simbólica, que penetra e integra el edificio entero hasta en sus más mínimos detalles. La perfección y clasicidad formal de sus volúmenes urbanísticos distinguen a Sullivan de los otros exponentes de la Escuela de Chicago, cuya producción está más directa y unívocamente determinada por las estructuras de hierro y por los imperativos económicos del nuevo urbanismo/arquitectura comercial, que cada vez ofrecía un espacio menor a las refinadas construcciones de Sullivan, caracterizadas en cambio por la estereométrica pureza de volúmenes con profundas hendiduras en su superficie, dotados de potentes cornisas y decorados con ligeras tramas decorativas.